# Valentin Forster
Valentin Forster (auch: Förster; * 20. Januar 1530 in Wittenberg; † 26. Oktober 1608 in Helmstedt) war ein deutscher Jurist.

## Leben
Geboren als Sohn Rentmeisters des Amtes Wittenberg und Richters am sächsischen Hofgericht, gleichen Namens († 1558) und seiner Frau Eva Platner, stammte er aus einem angesehenen sächsischen Geschlecht. Bereits in frühster Jugend legten seine Eltern auf seine Ausbildung viel wert. An der Universität Wittenberg durch Philipp Melanchthon vorgebildet, erwarb er sich am 14. August 1550 unter dem Dekanat von Paul Eber den akademischen Grad eines Magisters an der philosophischen Fakultät. Daraufhin begab er sich an die Universität Padua, wo er ein Studium der Rechtswissenschaften aufnahm. Er wechselte an die französische Universität Bourges, wo er ein Schüler des Franciscus Duarenus und Hugo Donellus war. In Poitiers geriet er 1556 aufgrund seiner protestantischen Einstellung in Konflikte.
Aus unbekannten Gründen, begab er sich 1557 in spanische Kriegsdienste. Im Anschluss reiste er nach Italien, erteilte in Padua Mathematikunterricht, wurde Hauslehrer eines Adligen, der ihn beauftragte die böhmische Bergwerksordnung in spanische Sprache für die westindischen Goldminen zu übersetzen. Aufgrund eines Streites mit einem italienischen Mönch geriet er in Gefahr, in die Hände der Inquisition zu fallen. Er floh nach Bourges zurück und promovierte unter Hugo Donellus 1559 zum Doktor der Rechtswissenschaften.
Zurückgekehrt nach Deutschland hielt er in Wittenberg und an der Universität Ingolstadt Vorlesungen und verfasste 1565 seine „Historia juris“. Herzog Erich der Jüngere von Braunschweig ernannte ihn zum Präsidenten des Hofgerichts in Münden, 1569 wurde er Professor als Johannes Oldendorps Nachfolger an der Universität Marburg und ging als Nachfolger Donellus an die Universität Heidelberg.
1583 verließ er diese Stellung, da sich die Pfalz dem calvinistischen Glauben zuwendete. Daher ging er als Rechtskonsulent nach Worms, trat 1595 eine Professur an der Universität Helmstedt an. Während seiner Zeit als Professor hat er auch das Rektorat 1571 und 1580 in Marburg, 1581 in Heidelberg und 1599 das Prorektorat in Helmstedt bekleidet.

## Schriften

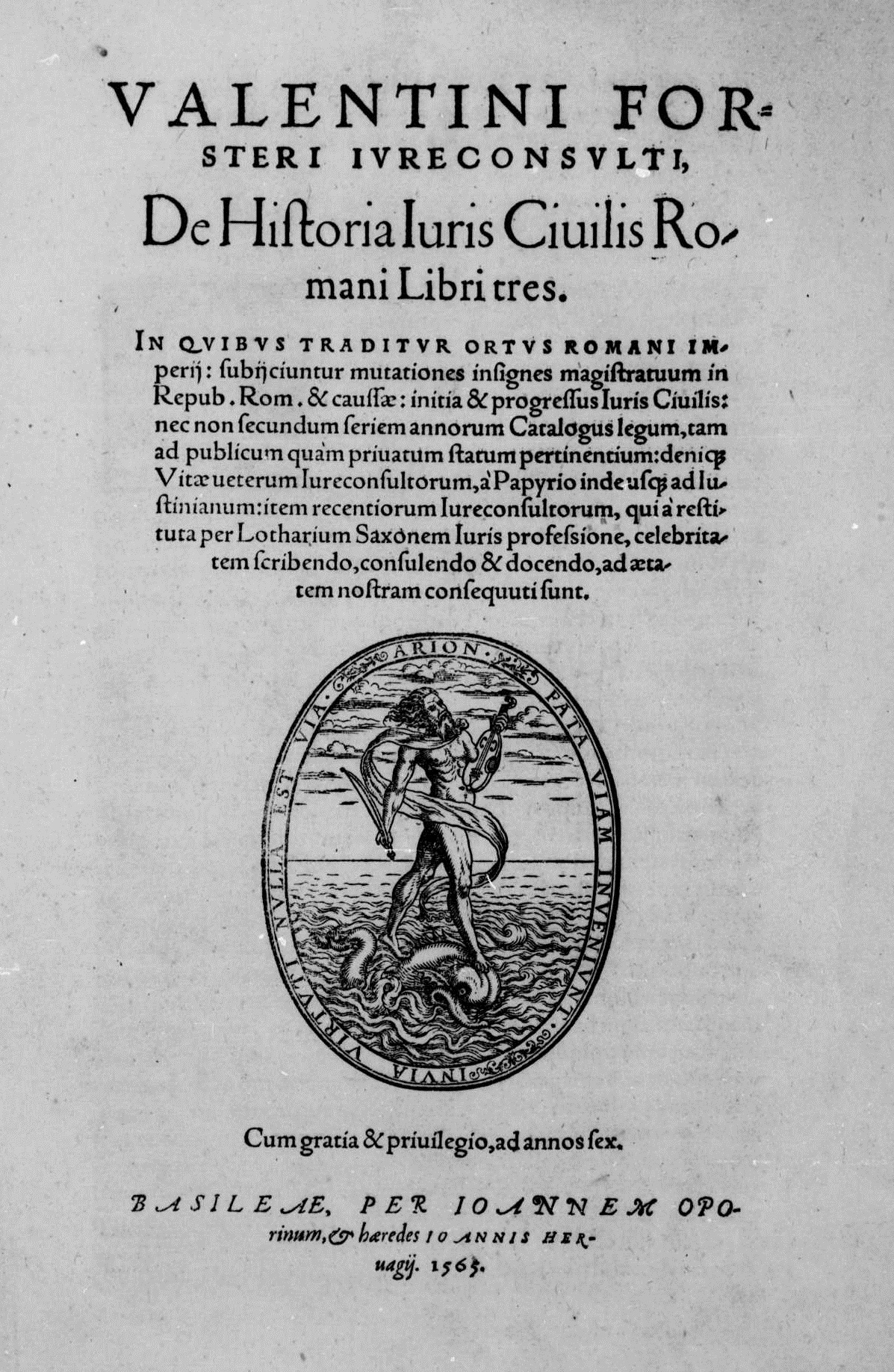
De historia iuris civilis romani, 1565

- De Historia Iuris Civilis Romani Libri tres. Johannes Oporin, Basel 1565 (Digitalisat).
- De Svccessionibvs Quae Ab Intestato Deferuntur, Libri quinque. Johannes Oporin, Basel 1566 (Digitalisat).
- De Haereditatibus quae ab Intestato Deferuntur, Libri Novem. Johann Gymnich, Köln 1594; urn:nbn:de:gbv:3:1-265647.
- De jurisdictione Romana libri duo. Melchior Behem, Helmstedt 1610.